# ヴェネツィア広場
座標: 北緯41度53分47秒 東経12度28分57秒 / 北緯41.89639度 東経12.48250度

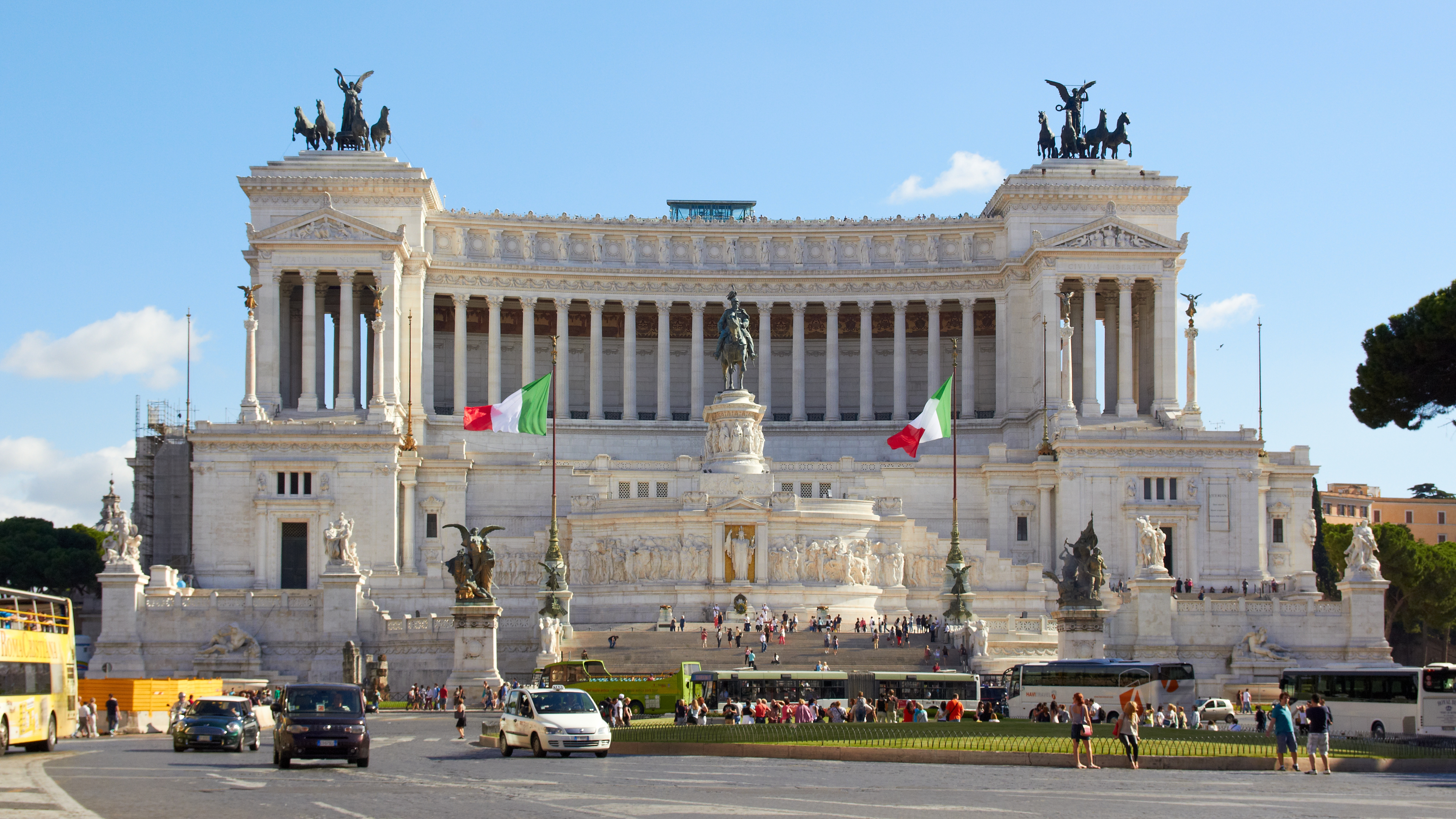
ヴェネツィア広場からヴィットーリオ・エマヌエーレ2世記念堂を望む

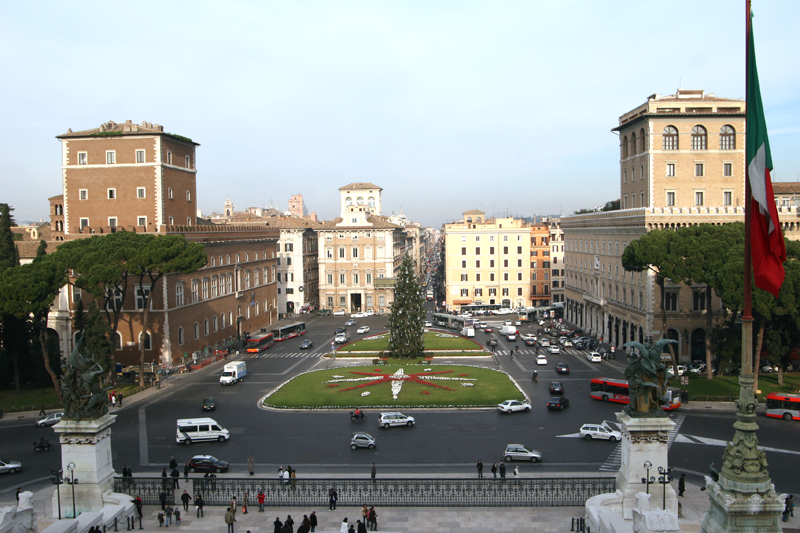
ヴィットーリオ・エマヌエーレ2世記念堂からみたヴェネツィア広場。

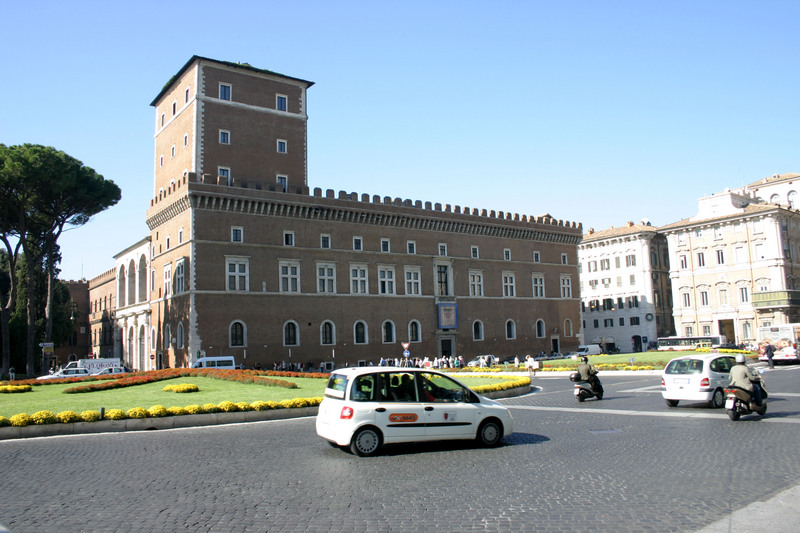
ヴェネツィア宮殿

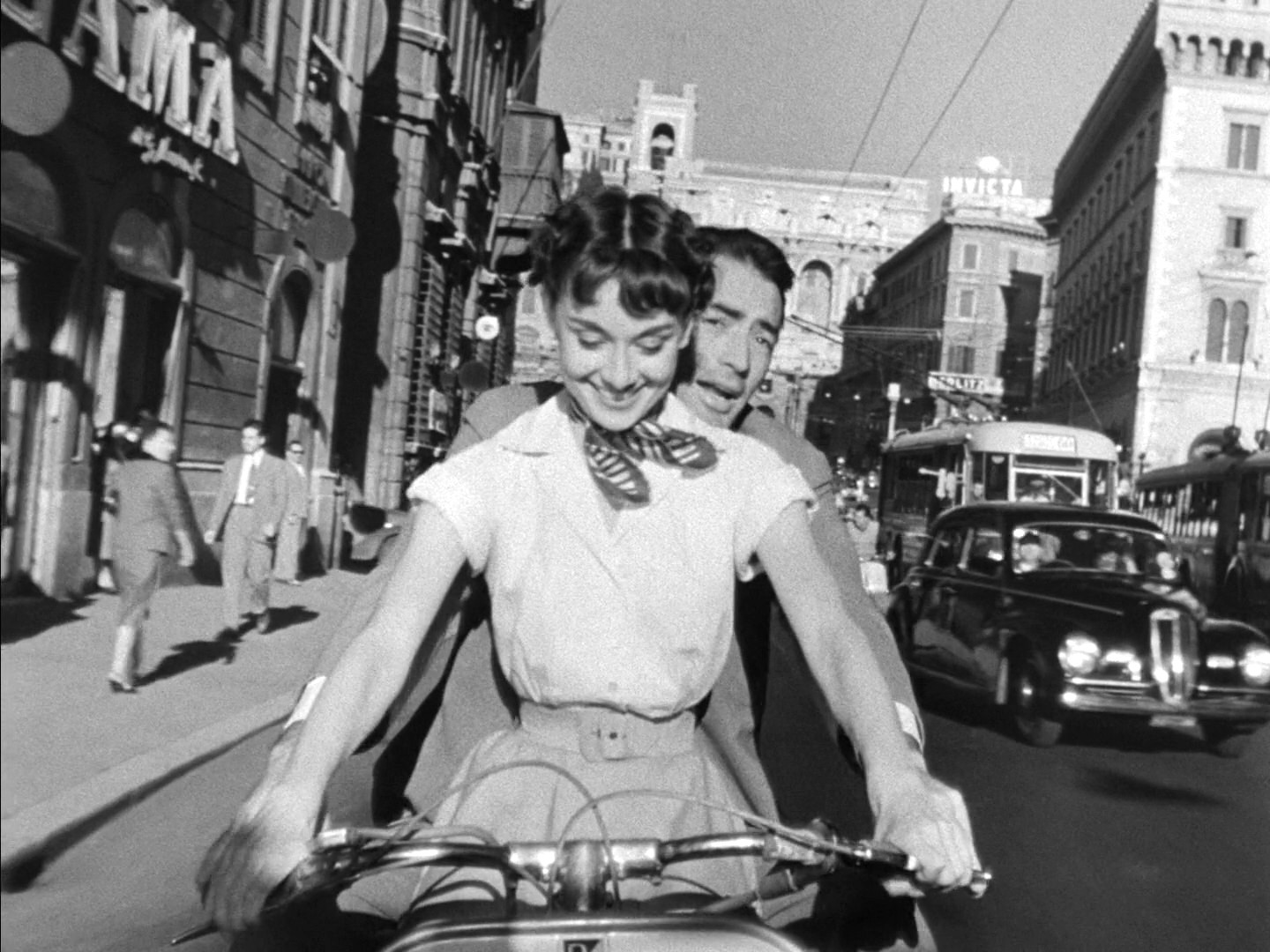
ヴェネツィア広場前のvia del plebiscitoを走行中。

ヴェネツィア広場（Piazza Venezia）は、イタリア・ローマにある広場。広場に面したヴェネツィア宮殿にちなんで名付けられた。広場は、カンピドリオの丘のふもとにあり、フォロ・ロマーノも近くにある。また、目の前にヴィットーリオ・エマヌエーレ2世記念堂がそびえ立っている。
ベニート・ムッソリーニはヴェネツィア宮殿に執務室を置き、この広場に面したバルコニーから演説を行った。
現在は中央が芝生になっており、フォーリ・インペリアーリ通り、コルソ通り、プレビシート通りが接続するロータリーとなっていて交通量も多い。バス停も存在し、交通の中心と評される。

## 最寄駅
|  | 最寄り駅は、「コロッセオ駅」。 |

|  | 建設予定の最寄駅は、「ヴェネツィア駅」。 |